# Saint David's, Grenada
Saint David's är en parishhuvudort i Grenada.   Den ligger i parishen Saint David, i den södra delen av landet, 9 km öster om huvudstaden Saint George's. Saint David's ligger 179 meter över havet och antalet invånare är 1 321. Den ligger på ön Grenada.
Terrängen runt Saint David's är kuperad åt nordväst, men åt sydost är den platt. Havet är nära Saint David's åt sydost.  Närmaste större samhälle är Saint George's, 8,7 km väster om Saint David's. 